# Krigsmaskinen Sverige
Krigsmaskinen Sverige är en svensk dokumentärserie som hade premiär på SVT1 och SVT Play den 11 juni 2025. Första säsongen består av sex avsnitt.

## Handling
Serien kretsar kring den svenska krigsmaskinen under kalla kriget . Hur kunde samma försvarsmakt innehålla toppmoderna ubåtar, 1000 jetflygplan och samtidigt cykeltolkande skyttesoldater utan splitterskydd? Programledare är Per Wallin och Mattis Bergwall kända från bland annat Krigshistoriepodden.

## Medverkande
- Per Wallin - programledare
- Mattis Bergwall - programledare